# Jake Layman
Jake Douglas Layman (Norwood, Massachusetts, 7 de marzo de 1994) es un baloncestista estadounidense que se encuentra sin equipo. Con 2,03 metros de estatura, juega en la posición de alero.

## Trayectoria deportiva

### Universidad
Jugó cuatro temporadas con los Terrapins de la Universidad de Maryland, en las que promedió 10,2 puntos, 4,8 rebotes y 1,1 asistencias por partido. En 2015 fue incluido en el tercer mejor quinteto de la Big Ten Conference.

### NBA
Fue elegido en la cuadragésimo séptima posición del Draft de la NBA de 2016 por Orlando Magic, pero sus derechos fueron traspasados esa misma noche a los Portland Trail Blazers a cambio de una futura segunda ronda del draft y dinero. Debutó como profesional el 1 de noviembre ante Golden State Warriors, logrando 17 puntos en apenas 8 minutos de juego.
Tras tres temporadas en Portland, el 3 de julio de 2019, es traspasado a Minnesota Timberwolves.
El 13 de septiembre de 2022 firma un contrato no garantizado con Boston Celtics, pero fue despedido el 15 de octubre, tres días antes del comienzo de la nueva temporada.
El 9 de noviembre de 2022 fichó por el Baxi Manresa de la liga ACB. Pero el 15 de noviembre, terminaron su contrato debido a una lesión sin llegar de debutar.

## Selección nacional
Fue parte del combinado juvenil estadounidense que disputó y ganó el Campeonato FIBA Américas Sub-18 de 2012.

## Estadísticas de su carrera en la NBA

### Temporada regular
| Año     | Equipo    | PJ  | PT | MPP  | %TC  | %3P  | %TL  | RPP | APP | ROB | TPP | PPP |
| ------- | --------- | --- | -- | ---- | ---- | ---- | ---- | --- | --- | --- | --- | --- |
| 2016-17 | Portland  | 35  | 1  | 7.1  | .292 | .255 | .765 | .7  | .3  | .3  | .1  | 2.2 |
| 2017-18 | Portland  | 35  | 1  | 4.6  | .298 | .200 | .667 | .5  | .3  | .2  | .1  | 1.0 |
| 2018-19 | Portland  | 71  | 33 | 18.7 | .509 | .326 | .704 | 3.1 | .7  | .4  | .4  | 7.6 |
| 2019-20 | Minnesota | 23  | 2  | 22.0 | .453 | .333 | .750 | 2.5 | .7  | .7  | .4  | 9.1 |
| 2020-21 | Minnesota | 45  | 11 | 13.9 | .495 | .295 | .703 | 1.5 | .6  | .6  | .4  | 5.1 |
| 2021-22 | Minnesota | 34  | 1  | 6.8  | .411 | .229 | .722 | 1.1 | .3  | .2  | .1  | 2.4 |
| Total   | Total     | 243 | 49 | 12.8 | .460 | .300 | .719 | 1.7 | .5  | .4  | .3  | 4.8 |

### Playoffs
| Año   | Equipo   | PJ | PT | MPP | %TC   | %3P   | %TL  | RPP | APP | ROB | TPP | PPP |
| ----- | -------- | -- | -- | --- | ----- | ----- | ---- | --- | --- | --- | --- | --- |
| 2017  | Portland | 2  | 0  | 8.0 | .500  | 1.000 | .500 | .5  | .5  | .5  | .0  | 3.0 |
| 2018  | Portland | 1  | 0  | 8.0 | 1.000 | –     | –    | 1.0 | 1.0 | 2.0 | .0  | 6.0 |
| 2019  | Portland | 6  | 0  | 3.3 | .143  | .000  | .750 | .7  | .0  | .0  | .0  | .8  |
| Total | Total    | 9  | 0  | 4.9 | .429  | .167  | .667 | .7  | .2  | .3  | .0  | 1.9 |